# Pinky Silverberg
Pinky Silverberg (eigentlich Pincus Silverberg, * 5. April 1904 in New York City; † 16. Januar 1964) war ein US-amerikanischer Boxer im Fliegengewicht.

## Profikarriere
Im Jahre 1920 begann Silverberg seine Profikarriere. Am 22. Oktober 1927 boxte er gegen Ruby Bradley um die vakante Weltmeisterschaft der NBA und gewann durch Disqualifikation in Runde 7. Er hielt den Titel bis zum 4. Dezember desselben Jahres, als er ihn vom Präsidenten des Verbandes wegen ungenügender Leistung in einem Nicht-Titelkampf aberkannt bekam.
Im Jahre 1937 beendete Silverberg nach 89 Kämpfen bei einer ausgeglichenen Bilanz von je 33 Siegen und Niederlagen seine Karriere.
Im Jahre 2007 fand Silverberg Aufnahme in die Connecticut Boxing Hall of Fame.